# Mistralazhdarcho maggii
Mistralazhdarcho maggii — вид птерозаврів родини Azhdarchidae, що існував у пізній крейді (72 млн років тому).

## Скам'янілості
Скам'янілі рештки птерозавра знайдений у 2009—2012 роках у відкладеннях формації Argiles et Grès à Reptiles у департаменті Вар на півдні Франції. Було виявлено нижню щелепу, шийні хребці, фрагменти обидвох плечових кісток, четверту п'ясткову кістку, першу фалангу пальця крила та декілька фрагментів нез'ясованих кісток. Нові вид та рід описані у 2018 році командою французьких науковців під керівництвом Ромена Вулло. Родова назва складається з двох слів — містраль (північний вітер, що характерний для регіону відкриття), та Azhdarcho (типовий рід родини Azhdarchidae). Видова назва вшановує Жана-П'єра Маггі — мера міста Вело, який надав підтримку палеонтологічним розкопкам у типовому місцезнаходженні.

## Опис
Вважається, що знайдені останки належали молодій особині, яка ще не доросла до повного розміру. Розмах крил у знайденого екземпляра досягав 4,5 м. Вважається, розмах крил дорослої особини міг досягати 5-6 м.

## Оригінальний опис
- R. Vullo, G. Garcia, P. Godefroit, A. Cincotta, and X. Valentin. 2018. Mistralazhdarcho maggii, gen. et sp. nov., A New Azhdarchid Pterosaur from the Upper Cretaceous of Southeastern France. Journal of Vertebrate Paleontology